# Ostrze liściowate
Ostrze liściowate – narzędzie wykonywane na odłupku, wiórze bądź płytce kamiennej. 
Narzędzia te formowane były za pomocą płaskiego retuszu powierzchniowego, używane między innymi przez przedstawicieli kultury ostrzy liściowatych. Ostrza liściowate powstawały w wyniku obróbki  ponad dwóch trzecich powierzchni kamienia Skutkiem stosowania tego typu retuszu było częste przybieranie przez te narzędzia form przypominających liść laurowy bądź wierzbowy. Narzędzia te mogły pełnić funkcje noży, jak i grotów oszczepów. Są charakterystyczne dla niektórych kultur środkowego paleolitu (np. mustierska, ateryjska) oraz, w większym stopniu, dla kultur górnego paleolitu. 

## Typologia ostrzy liściowatych
Ginter i Kozłowski zaproponowali następujący podział ostrzy liściowatych:
- ostrza jednostronne
  - odłupkowe typu Jankovich
  - jednostronne typu protosolutrejskiego
  - wiórowe
  - wiściaki
- ostrza częściowo dwustronne
- ostrza dwustronne
  - dwustronne typu solutrejskiego
    - laurowe
    - wierzbowe
    - z zadziorem
    - z trzonkiem typu Parpallo

  - dwustronne typu środkowoeuropejskiego
    - z podstawą zaokrągloną
    - z podstawą szpiczastą
    - typu Moravany-Dlha
    - typu kostienkowsko-sungirskiego